# Прапор Шахтарського
Прапор Шахтарського — один із символів міста Шахтарського Синельниківського району Дніпропетровської області, затверджений рішенням міської ради № 54-23/XXIV від 21 травня 2004 року. Автор прапора — Г. Г. Перунков.

## Опис
Прямокутне малинове полотнище у співвідношенні сторін 2:3 (за іншими даними 1,42:2,08), на верхньому древковому кутку герб міста (висотою 1/3 ширини прапора).